# 을숙도대교
을숙도대교(乙淑島大橋)는 부산광역시 사하구 신평동과 강서구 명지동을 잇는 자동차전용도로이다. 준공 전에는 명지대교로도 불렸으나, 이름을 공모하여 을숙도대교로 이름지었다. 을숙도 철새도래지문제로 곡선구간이 존재한다. 낙동강하구둑보다 하류 쪽에 있어 낙동강이 아닌 남해를 횡단하는 교량으로 취급된다.

## 을숙도대교의 역사
을숙도대교는 1993년 12월부터 서부산 지역의 경제 활성화와 교통난 해소를 위한 정책의 일환으로 강서구 명지동 75호 광장과 사하구 장림동 66호 광장을 잇는 길이 3.7 km, 너비 35m(왕복 8차선)의 도로로 추진되었으나, 그 일부 구간이 낙동강 하류 철새도래지를 통과하여 그를 훼손할 수 있다는 이유로 환경단체의 반발이 있어 바로 착공하지 못하였다. 2002년 3월 4일 문화재위원회는 철새도래지를 우회하도록 변경된 건설계획을 받아들였고, 이후 여러 추가적인 논의를 거쳐 2004년 2월 27일 길이 5.1 km(교량 2.85 km), 왕복 6차로로 기획되어 착공하였다. 2005년에 건설을 놓고 다시 반대 의견이 나타났지만 결국 건설이 허가되었고, 환경단체에서 제기한 가처분 신청 역시 기각되어 건설이 본격화되었다. 결국 2009년 10월 29일에 개통식을 하고, 30일부터 차량 통행을 시작하였다. 준공 되기 전에 개통식을 했다. 그리고 준공날짜는 2009년 12월이다.
- 2009년 12월 9일 : 자동차 전용도로로 지정[7]
- 2010년 2월 1일 : 유료도로로 전환 및 통행료 부과[8]

## 통행료
2009년 11월 기준이다. 을숙도대교 통행료는 이용 시간대, 지불 수단에 따라 금액이 다르다.
| 구분                                               | 출퇴근시간(6시 30분 ~ 9시, 18시 ~ 20시) | 출퇴근시간(6시 30분 ~ 9시, 18시 ~ 20시)       | 출퇴근시간(6시 30분 ~ 9시, 18시 ~ 20시) | 출퇴근 이외 시간       |
| 구분                                               | 하이패스                                | 교통카드 (하나로카드, 캐시비, 마이비, 티머니) | 현금                                    | 하이패스·교통카드·현금 |
| -------------------------------------------------- | --------------------------------------- | --------------------------------------------- | --------------------------------------- | ---------------------- |
| 경차 (1,000cc 미만)                                | 500                                     | 500                                           | 500                                     | 700                    |
| 소형(16인승 이하, 2.5t 미만)                       | 1,000                                   | 1,000                                         | 1,000                                   | 1,400                  |
| 중형(17인승 이상~32인승 이하, 2.5t 이상~5.5t 미만) | 1,700                                   | 2,400                                         | 2,400                                   | 2,400                  |
| 대형(33인승 이상, 5.5t 이상)                       | 2,200                                   | 3,100                                         | 3,100                                   | 3,100                  |

- 시내버스는 통행료가 감면된다.

## 운행 제한
을숙도대교는 도로법 제77조 및 동법시행령 제79조 2항, 도로교통법 제39조에 따라 다음 조건 중 하나라도 해당하는 차량은 통행할 수 없다.
- 적재물을 포함한 높이가 4.3m를 초과한 차량
- 적재물을 포함한 길이가 19m를 초과한 차량
- 적재물을 포함한 너비가 3.3m를 초과한 차량
- 화물 적재가 불량한 차량
- 정상운행속도가 시속 40Km 미만인 차량
- 이상기후기 (적설량 10cm이상 또는 영하 20°C이하) 때 연결 화물차량(폴카,트레일러)
- 기타 을숙도대교주식회사에서 도로의 구조 보전과 운행의 위험을 방지하기 위하여 운행 제한이 필요하다고 인정하는 차량